# Distrikt Belén (Sucre)
Der Distrikt Belén liegt in der Provinz Sucre in der Region Ayacucho in Südzentral-Peru. Der Distrikt wurde am 3. März 1928 gegründet. Er besitzt eine Fläche von 54,9 km². Beim Zensus 2017 wurden 506 Einwohner gezählt. Im Jahr 1993 lag die Einwohnerzahl bei 809, im Jahr 2007 bei 721. Sitz der Distriktverwaltung ist die 3645 m hoch gelegene Ortschaft Belén mit 286 Einwohnern (Stand 2017). Belén liegt 24 km nordnordöstlich der Provinzhauptstadt Querobamba.

## Geographische Lage
Der Distrikt Belén liegt im Andenhochland im äußersten Norden der Provinz Sucre. Der Distrikt wird im Westen und im Nordwesten von dem nach Nordosten strömenden Río Pampas, im Osten von dessen nach Norden fließenden Nebenfluss Río Chicha begrenzt.
Der Distrikt Belén grenzt im Süden an den Distrikt Chalcos, im Westen an den Distrikt Accomarca, im Nordwesten an den Distrikt Huambalpa, im Norden an den Distrikt Carhuanca (die drei zuvor genannten Distrikte liegen in der Provinz Vilcas Huamán) sowie im Osten an den Distrikt San Antonio de Cachi (Provinz Andahuaylas).

## Ortschaften
Neben dem Hauptort gibt es folgende größere Ortschaften im Distrikt:
- Cochayocc
- Cuije
- Socos